# Unione Sportiva Viterbese 2000-2001
Questa pagina raccoglie le informazioni riguardanti l'Unione Sportiva Viterbese nelle competizioni ufficiali della stagione 2000-2001.

## Rosa
| N. |                   | Ruolo | Calciatore          |
| -- | ----------------- | ----- | ------------------- |
|    | Italia (bandiera) | C     | Antonio Amita       |
|    | Italia (bandiera) | D     | Michele Baldini     |
|    | Italia (bandiera) | C     | Davide Bolognesi    |
|    | Italia (bandiera) | D     | Felice Cavaliere    |
|    | Italia (bandiera) |       | Stefano Ciorba      |
|    | Italia (bandiera) | C     | Maurizio Coppola    |
|    | Italia (bandiera) | D     | Alessio D'Andrea    |
|    | Italia (bandiera) | D     | Vincenzo De Liquori |
|    | Italia (bandiera) | D     | Riki Di Bin         |
|    | Italia (bandiera) | P     | Nicola Di Bitonto   |
|    | Italia (bandiera) | C     | Vincenzo D'Isanto   |
|    | Italia (bandiera) | A     | Lauro Florean       |
|    | Italia (bandiera) | A     | Mario La Canna      |
|    | Italia (bandiera) | A     | Omar Martinetti     |
|    | Italia (bandiera) | D     | Emanuele Masini     |
|    | Italia (bandiera) | D     | Eddy Mengo          |

| N. |                        | Ruolo | Calciatore         |
| -- | ---------------------- | ----- | ------------------ |
|    | Italia (bandiera)      | D     | Marco Merlo        |
|    | Italia (bandiera)      | D     | Massimo Paci       |
|    | Italia (bandiera)      | A     | Roberto Paci       |
|    | Italia (bandiera)      | C     | Fabio Perugini     |
|    | Italia (bandiera)      | P     | Oscar Romanato     |
|    | Italia (bandiera)      | C     | Lorenzo Rossetti   |
|    | Argentina (bandiera)   | A     | Gabriel Ruggieri   |
|    | Italia (bandiera)      | C     | Daniele Russo      |
|    | Italia (bandiera)      | A     | Vincenzo Santoruvo |
|    | Italia (bandiera)      | A     | Wladimiro Sbaglia  |
|    | Italia (bandiera)      | A     | Giovanni Spinelli  |
|    | Italia (bandiera)      | C     | Claudio Vago       |
|    | Italia (bandiera)      | D     | Mauro Valentini    |
|    | Paesi Bassi (bandiera) | A     | Edwin van Ankeren  |
|    | Italia (bandiera)      | D     | Gaetano Vastola    |
|    | Italia (bandiera)      | D     | Giuseppe Zappella  |

## Risultati

### Campionato

#### Girone di andata
| 3 settembre 2000 1ª giornata | Viterbese | 0 – 0 | Messina |  |

| 10 settembre 2000 2ª giornata | Ascoli | 1 – 1 | Viterbese |  |

| 17 settembre 2000 3ª giornata | Viterbese | 0 – 1 | Nocerina |  |

| 24 settembre 2000 4ª giornata | Fidelis Andria | 1 – 2 | Viterbese |  |

| 1º ottobre 2000 5ª giornata | Viterbese | 0 – 1 | Vis Pesaro |  |

| 8 ottobre 2000 6ª giornata | Savoia | 1 – 1 | Viterbese |  |

| 15 ottobre 2000 7ª giornata | Viterbese | 1 – 1 | Palermo |  |

| 22 ottobre 2000 8ª giornata | Atletico Catania | 0 – 2 | Viterbese |  |

| 29 ottobre 2000 9ª giornata | Viterbese | 0 – 1 | Lodigiani |  |

| 5 novembre 2000 10ª giornata | Torres | 1 – 1 | Viterbese |  |

| 19 novembre 2000 11ª giornata | Viterbese | 0 – 0 | Giulianova |  |

| 26 novembre 2000 12ª giornata | Castel di Sangro | 1 – 1 | Viterbese |  |

| 3 dicembre 2000 13ª giornata | Viterbese | 0 – 0 | L'Aquila |  |

| 10 dicembre 2000 14ª giornata | Avellino | 2 – 1 | Viterbese |  |

| 17 dicembre 2000 15ª giornata | Viterbese | 1 – 1 | Sporting Benevento |  |

| 23 dicembre 2000 16ª giornata | Fermana | 2 – 3 | Viterbese |  |

| 7 gennaio 2001 17ª giornata | Viterbese | 2 – 1 | Catania |  |

#### Girone di ritorno
| 14 gennaio 2001 18ª giornata | Messina | 2 – 2 | Viterbese |  |

| 21 gennaio 2001 19ª giornata | Viterbese | 0 – 1 | Ascoli |  |

| 28 gennaio 2001 20ª giornata | Nocerina | 0 – 3 | Viterbese |  |

| 4 febbraio 2001 21ª giornata | Viterbese | 1 – 1 | Fidelis Andria |  |

| 11 febbraio 2001 22ª giornata | Vis Pesaro | 0 – 0 | Viterbese |  |

| 18 febbraio 2001 23ª giornata | Viterbese | 0 – 5 | Intersavoia |  |

| 25 febbraio 2001 24ª giornata | Palermo | 0 – 3 | Viterbese |  |

| 4 marzo 2001 25ª giornata | Viterbese | 1 – 1 | Atletico Catania 3000 |  |

| 11 marzo 2001 26ª giornata | Lodigiani | 1 – 0 | Viterbese |  |

| 18 marzo 2001 27ª giornata | Viterbese | 1 – 2 | Torres |  |

| 25 marzo 2001 28ª giornata | Giulianova | 2 – 1 | Viterbese |  |

| 8 aprile 2001 29ª giornata | Viterbese | 0 – 2 | Castel di Sangro |  |

| 14 aprile 2001 30ª giornata | L'Aquila | 4 – 3 | Viterbese |  |

| 22 aprile 2001 31ª giornata | Viterbese | 1 – 3 | Avellino |  |

| 29 aprile 2001 32ª giornata | Sporting Benevento | 3 – 1 | Viterbese |  |

| 6 maggio 2001 33ª giornata | Viterbese | 1 – 1 | Fermana |  |

| 13 maggio 2001 34ª giornata | Catania | 2 – 1 | Viterbese |  |